# Haplolobus monticola
Haplolobus monticola är en tvåhjärtbladig växtart som beskrevs av Husson. Haplolobus monticola ingår i släktet Haplolobus och familjen Burseraceae. Inga underarter finns listade i Catalogue of Life.